# Sassari-Cagliari 1975
La Sassari-Cagliari 1975, venticinquesima edizione della corsa, si svolse il 27 febbraio 1975 su un percorso di 75 km. La vittoria fu appannaggio del belga Eddy Merckx, che completò il percorso in 2h15'14", precedendo l'italiano Gianbattista Baronchelli e lo svizzero Roland Salm.
Eccezionalmente la corsa invece che sulla tradizionale direttrice nord-sud della SS 131, si svolse interamente nel capoluogo Cagliari, con un circuito cittadino di 2,5 km da ripetere quaranta volte con arrivo a Monte Urpinu. Tuttavia, viste le critiche dei corridori, che a inizio stagione chiedevano un percorso più agevole, considerando che la corsa si svolgeva il giorno dopo la fine del Giro di Sardegna 1975, gli organizzatori tagliarono dieci giri portando la gara a soli 75 km.
Sul traguardo, sui 57 partiti da Cagliari, 46 ciclisti portarono a termine la competizione.

## Ordine d'arrivo (Top 10)
| Pos. | Corridore                | Squadra            | Tempo    |
| ---- | ------------------------ | ------------------ | -------- |
| 1    | Eddy Merckx              | Molteni            | 2h15'14" |
| 2    | Gianbattista Baronchelli | Scic-Colnago       | a 2"     |
| 3    | Roland Salm              | Zonca-Santini      | a 17"    |
| 4    | Giancarlo Polidori       | Furzi-F.T.         | a 41"    |
| 5    | Arturo Pecchielan        | Furzi-F.T.         | a 57"    |
| 6    | Luciano Conati           | Scic-Colnago       | a 3'41"  |
| 7    | Alfredo Chinetti         | Furzi-F.T.         | a 4'34"  |
| 8    | Wilmo Francioni          | Magniflex          | s.t.     |
| 9    | Pierino Gavazzi          | Jollj Ceramica     | s.t.     |
| 10   | Martín Emilio Rodríguez  | Bianchi-Campagnolo | s.t.     |